# 皮马航空航天博物馆

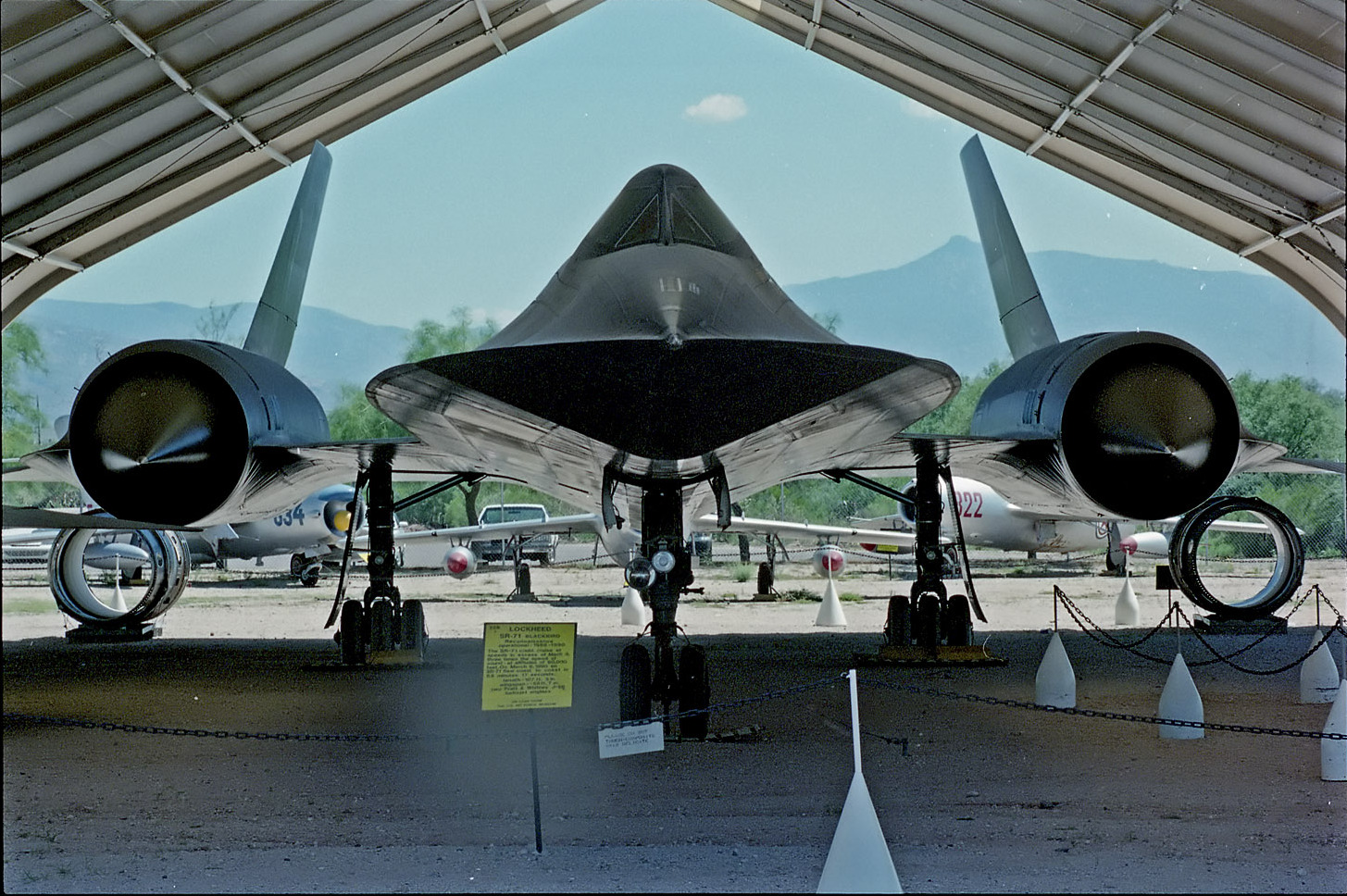
馆藏的由洛克希德马丁公司制造的SR-71黑鸟侦察机

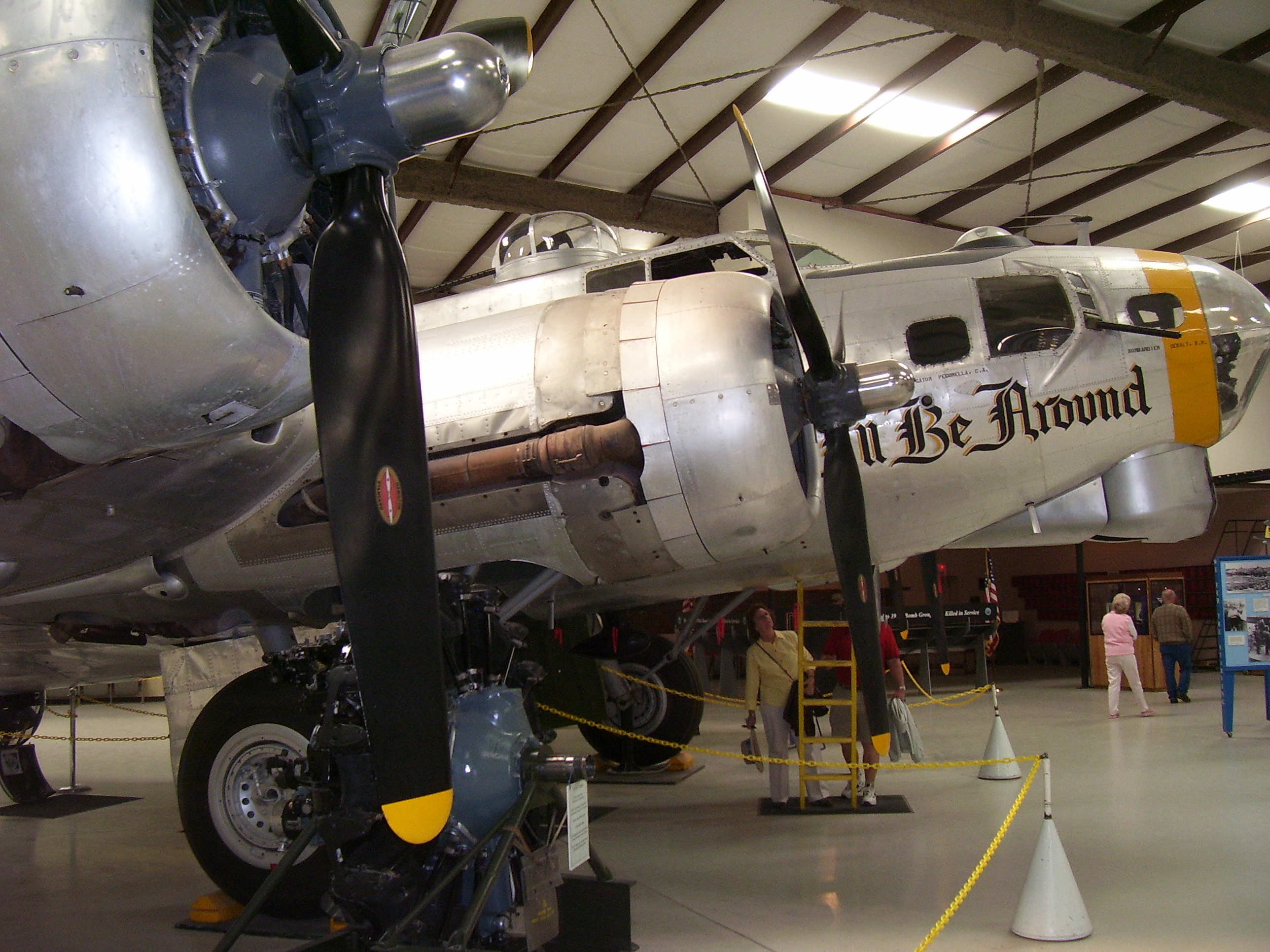
馆藏的波音 B-17G轰炸机（编号44-85828）

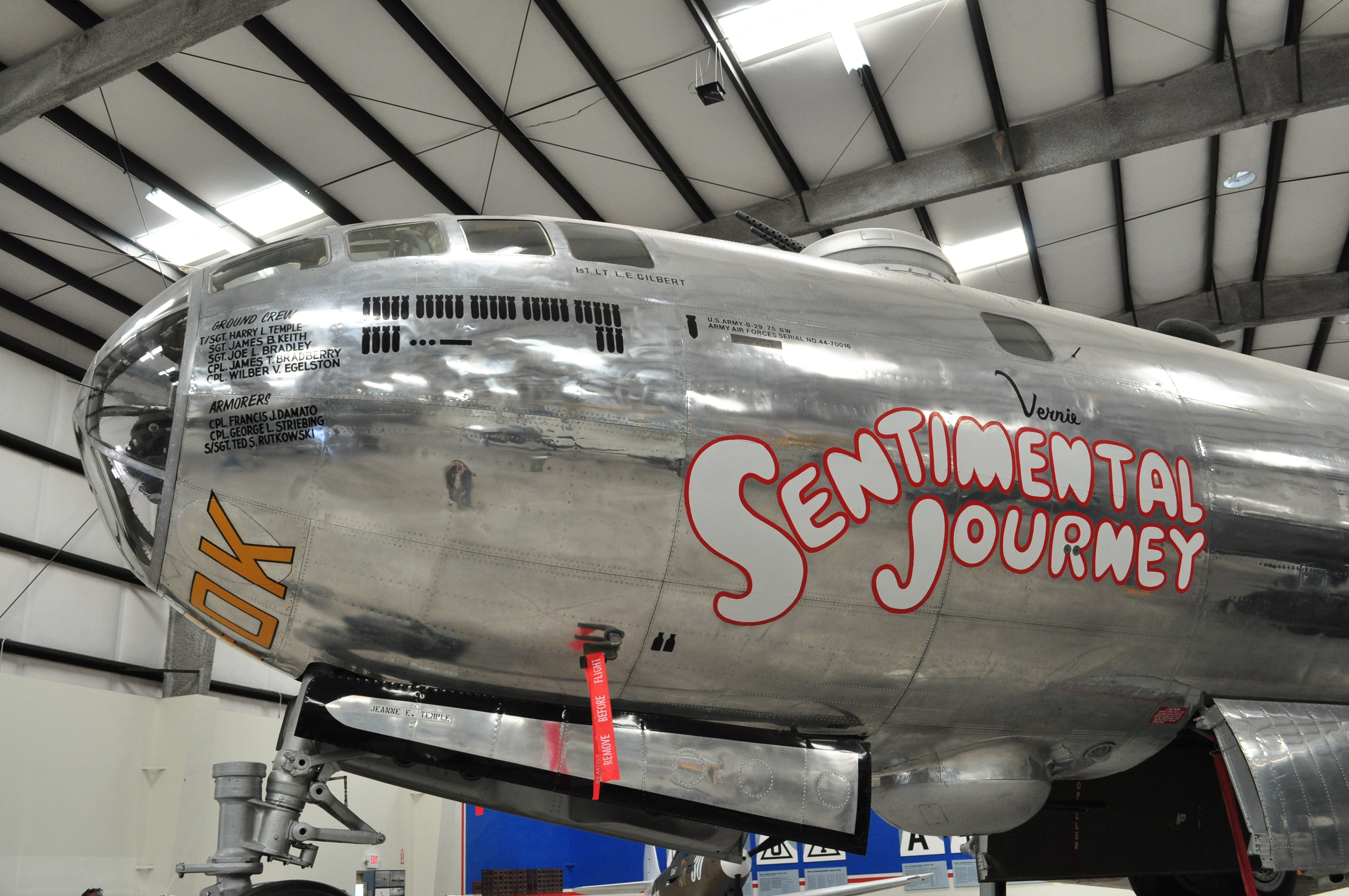
馆藏的波音 B-29 超级堡垒轰炸机（编号44-70016）

皮马航空航天博物馆（Pima Air & Space Museum）位于美国亚利桑那州图森市，是世界上最大的私营航空航天博物馆之一。博物馆占地约320,000平方米（80英亩），博物馆园区占地约513,000平方米（127英亩），馆藏了超过400架各型飞行器。
自1991年以来，这里也是亚利桑那州航空名人堂的所在地。

## 博物馆概述
博物馆内的大部分飞机都在室外展区展示，其余飞机的则位于博物馆的六个展示机库中。除了展示机库外，博物馆还有一个修复机库。
博物馆于1976年5月向公众开放，当时共有48架飞机展出，其主机库内展出有一架SR-71A 黑鸟侦察机、一架A-10 疣猪对地攻击机、一部美国空军发展史展品和一个塔台模型。
该博物馆毗邻戴维斯-蒙森空军基地。该基地所属的第309航空航天维修与再生大队（AMARG）也被称为“飞机坟场”，是世界上最大的飞机储存机构。

## 博物馆历史
该博物馆于1976年5月8日正式对公众开方。 1982年初，博物馆的第一座机库建成。其余四座分别于1987年、1992年、1994年建成。
2012年，博物馆与艺术家合作，在“埋葬地项目”中将一些废弃的飞机制成艺术品展出。 
2015年，波音公司向博物馆捐赠了一架进行试飞的787飞机，这是该博物馆中的第二架原型机。它以787啟始客户之一全日空的涂装展示。
2016年11月，国际奥比斯在从联邦快递收到第二架DC-10后，向博物馆捐赠了以上一架麦道DC-10改装而成的飞行眼科医院。改机现已被修复并在戴维斯-蒙森空军基地展出。
该博物馆于2021年1月获得了310,000平方米（77英亩）的土地，用于建设图森军车博物馆。新博物馆将收藏并展出包括帝国战争博物馆捐赠的50辆车辆在内的大量军用车辆。

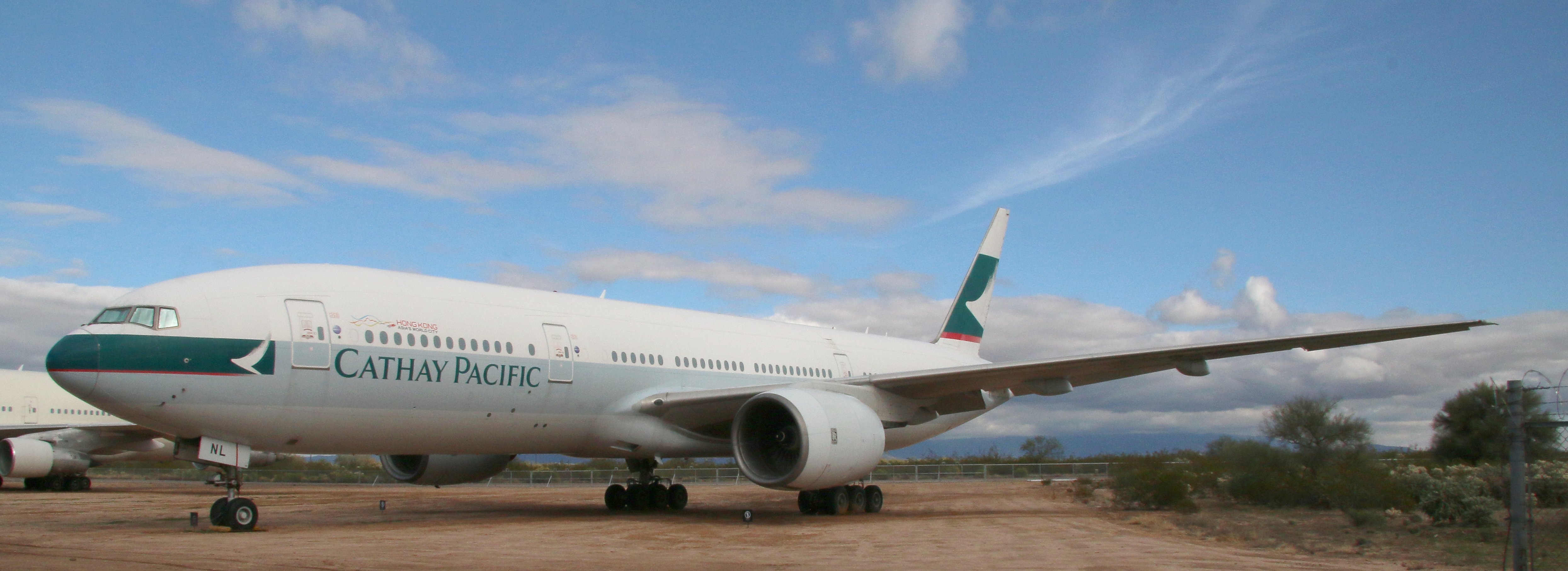
在皮馬航空航天博物館展出的波音777-200原型機

2018年9月18日，國泰航空和波音公司宣布將B-HNL捐贈給皮馬航空航天博物館，並作永久展示。這架飛機於1994年製造，是波音777的原型機之一，並在與波音公司合作六年後交付給國泰航空服役18年。

## 部分馆藏飞机列表

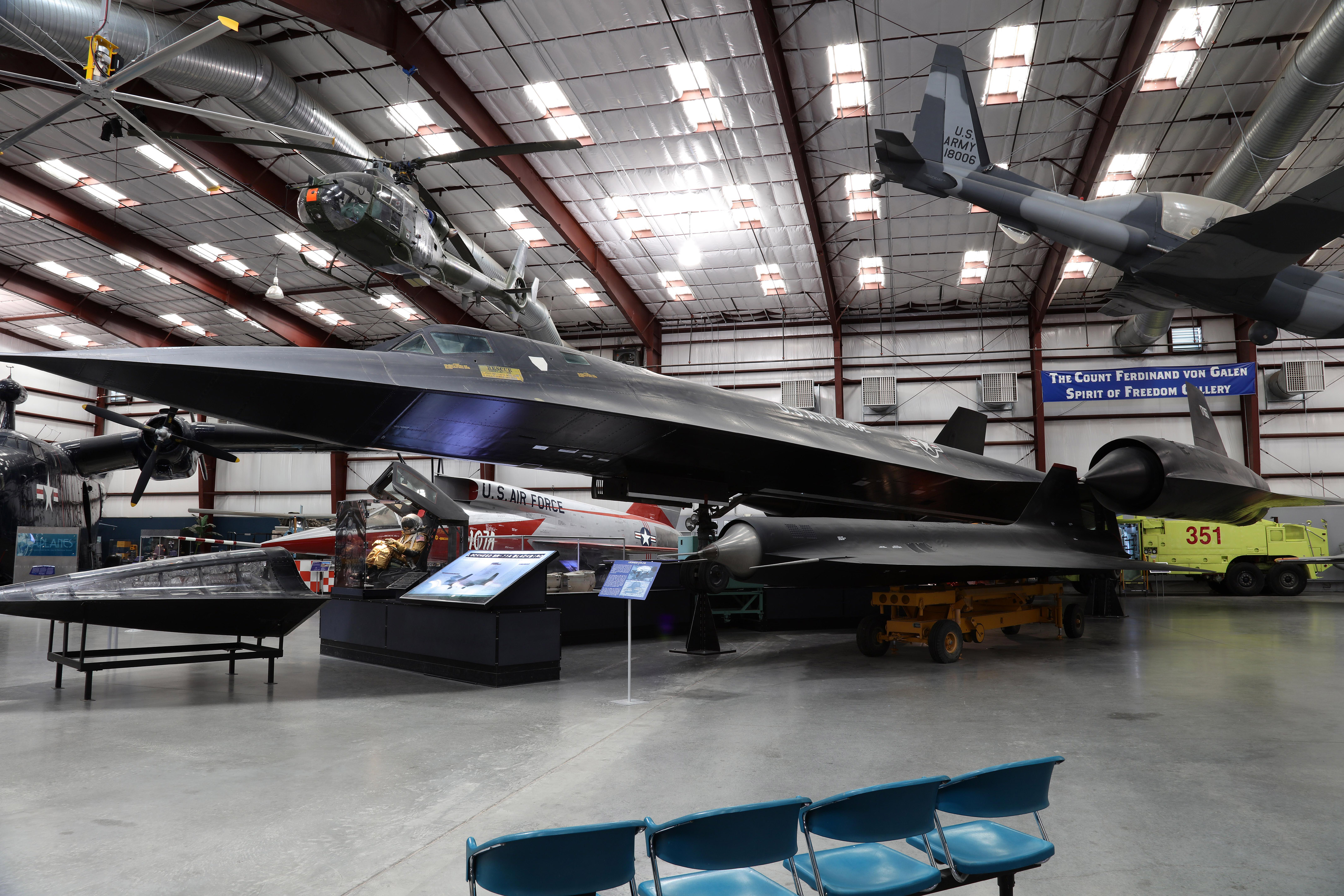
SR-71 黑鸟侦察机